# مارك بيلي (لاعب كرة قدم)
مارك بيلي (بالإنجليزية: Mark Bailey)‏ هو لاعب كرة قدم بريطاني في مركز الدفاع، ولد في 12 أغسطس 1976 في ستوك أون ترينت في المملكة المتحدة. لعب مع ستوك سيتي ولينكولن سيتي أف سي وماكليسفيلد تاون ونادي بيتربورو يونايتد ونادي روتشديل وستافورد رينجرز وLancaster City F.C. ‏ ونورثويتش فيكتوريا وWinsford United F.C. ‏.

## وصلات خارجية
- مارك بيلي على موقع قاعدة بيانات كرة القدم.إي يو (الإنجليزية)
- مارك بيلي على موقع Soccerbase.com (لاعب) (الإنجليزية)